# Музей «Лісової пісні»
Музей «Лісової пісні» — музейна експозиція, присвячена однойменній драмі-феєрії Лесі Українки. Створений за сприяння колективу Літературно-меморіального музею ім. Лесі Українки 13 серпня 2004 року, розташований в урочищі Нечимне (поблизу с. Скулин). 

## Історія становлення музею
Музей побудований недалеко від озера Нечимне, поблизу місця, де стояла хата знайомого родини Лесі Українки Лева Скулинського. Уперше Косачі побували в Нечимному влітку 1884 року. Відтоді вони здійснили ще кілька подорожей у ті краї. Лесю Українку особливо захоплювала природа місцевості. Згодом свої враження від відвідин драматургиня втілила в драмі-феєрії «Лісова пісня». Ізидора Косач, молодша сестра письменниці, згадувала:
|  | Коли 1911 р. я з сестрою Ольгою прочитали вперше “Лісову пісню”, то відразу перед очима обом нам став скулинський дядько Лев і пригадались давні враження від перебування в Нечимному. |

У 60-х роках ХХ століття відбулося перше літературно-мистецьке свято в урочищі. Серед відвідувачів був присутній Максим Рильський, а львівські студенти поставили на березі Нечимного «Лісову пісню».
Згодом на честь Лесі Українки та її драми-феєрії було побудовано невеликий будинок поблизу озера. Однак у 90-х роках ХХ століття він згорів під час лісової пожежі, територія  поросла чагарниками. Тривалий час місце було недоступним для відвідувачів .
З метою привернути увагу влади та громадськості до занедбаної території з важливим літературним значенням, 2001 року тодішній член Національної спілки письменників України Василь Гей зініціював проведення поетичного свята «Лісова пісня».
2004 року, до четвертого святкування, було споруджено нове музейне приміщення, облаштовано літню сцену, поставлено альтанки та встановлено дерев'яні скульптури героїв драми-феєрії.
Щороку в першу суботу та неділю серпня шанувальники Лесі Українки збираються на території музейного комплексу на літературно-мистецьке свято «Лісова пісня».

## Експозиція
У музеї представлено зібрання книг, листи, фотографії, документи, що демонструють зв'язок Лесі Українки з Нечимнем, а також історію написання драми-феєрії. Окремо продемонстровано речі родини Косачів, які збереглися з часу, коли сім'я мешкала тут: посуд, рушники, дерев'яні ночви, коловорот тощо. 
В окремій кімнаті музею облаштовано волинську хату часів життя Лесі Українки. Завдяки експозиції відвідувачі мають змогу ознайомитися із самобутнім побутом поліщуків.
Ще одна кімната присвячена мистецьким роботам львівської художниці Софії Караффи-Корбут, які ілюструють драму-феєрію «Лісова пісня».
Поблизу будівлі музею прокладено стежку, що веде до лісового озера Нечимне. Уздовж шляху встановлено дерев'яні скульптури літературних героїв: дядька Лева, Мавки, Лукаша, Потерчат, Лісовика та інших.
Також на території музейного комплексу, поблизу водойми, росте крислатий Лесин дуб . А місце, де колись була збудована хижа дядька Лева, у якій гостювала сім'я Косачів, позначене табличкою «Тут стояла хата дядька Лева».